# Gossops Green
Gossops Green – dzielnica miasta Crawley w Anglii, w hrabstwie West Sussex, w dystrykcie Crawley. Leży 14,5 km od miasta Redhill. W 2016 miejscowość liczyła 5376 mieszkańców.